# Aseret Yemei Teshuva

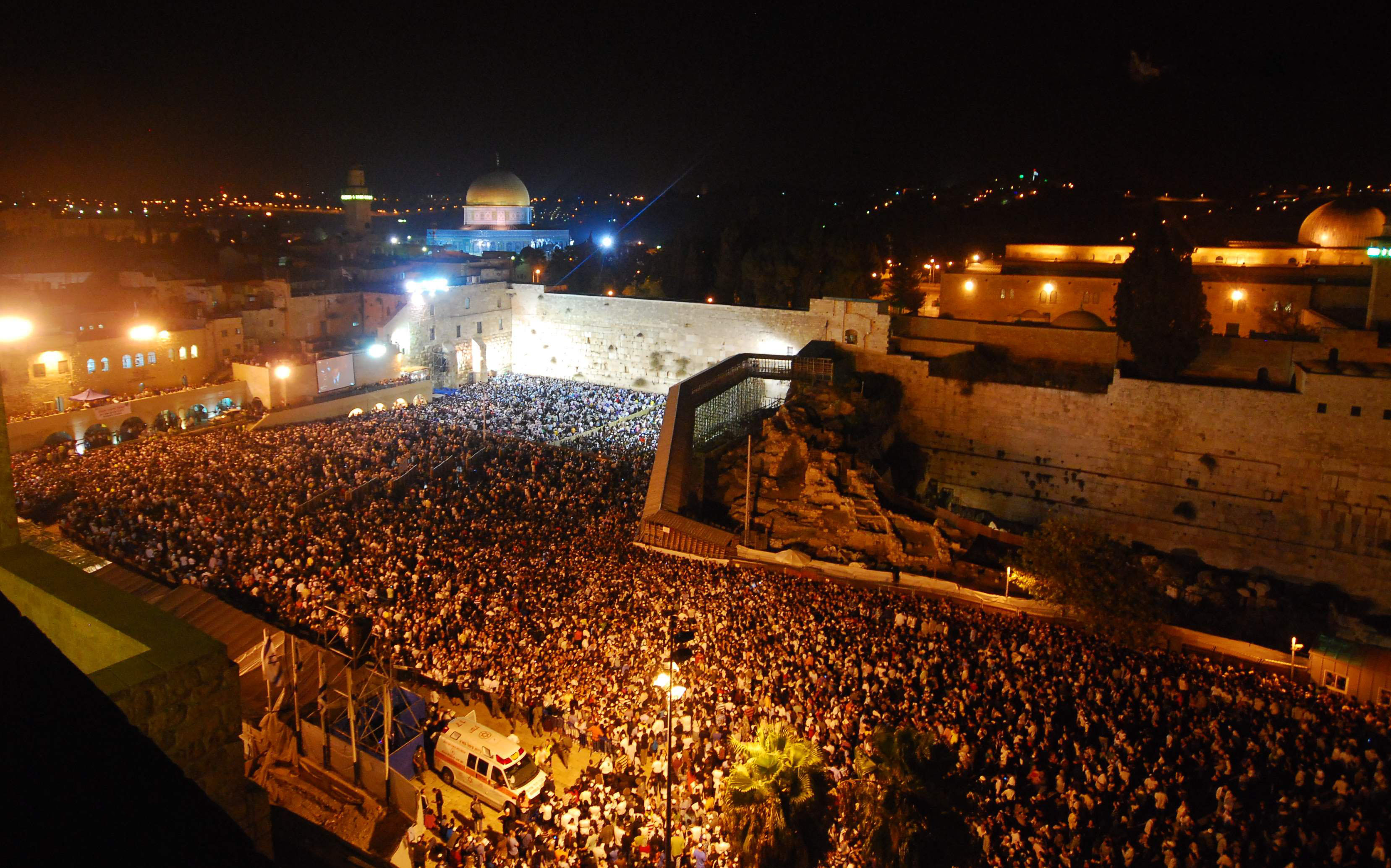
Orações Slichot e Hatarat Nedarim antes do Yom Kippur, No Muro das Lamentações, Jerusalém.

Aseret Yemei Teshuva (do hebraico עשרת ימי תשובה, Dez dias de arrependimento) são os primeiros dez dias do ano judaico, que inicia-se com a festividade de Rosh Hashaná e encerra-se com o Yom Kipur. Estes dias são considerados dias apropriados para que os judeus pratiquem teshuvá até o dia de Yom Kipur quando o decreto divino é selado.